# Tatort Schlafzimmer
Tatort Schlafzimmer (Originaltitel: Dangerous Intentions; Alternativtitel: Ich war seine Frau – und wurde sein Opfer) ist ein Fernsehdrama des Regisseurs Michael Toshiyuki Uno aus dem Jahr 1995 mit Donna Mills und Corbin Bernsen in den Hauptrollen. Der Film basiert auf einem wahren Ereignis und behandelt das Thema der häuslichen Gewalt.

## Handlung
Beth Williamson wohnt in Seattle, Washington und wird von ihrem Mann Tim seit Jahren misshandelt. Auch versucht er sie zu isolieren und von der Umwelt abzuschirmen, denn er befürchtet, sich anderen gegenüber nicht als sichere Persönlichkeit präsentieren zu können, die er ja eigentlich gar nicht ist. Er ist unter allen Umständen bemüht dieses Image zum eigenen Vorteil aufrechtzuerhalten, was er gegenüber Beth nicht tun kann, weil sie ihn ja kennt. Mit der Zeit werden die Misshandlungen schlimmer und die gemeinsame Tochter leidet darunter. Als sich Beth für Laura einsetzen will, wird sie dafür von Tim so brutal zusammengeschlagen, dass er deswegen verhaftet wird. Er wird zwar verurteilt und muss sich einer Therapie unterziehen, kommt aber schon bald auf Bewährung frei.
Kaum dass er das Gefängnis verlassen hat, sinnt er auf Rache. Er beginnt Jagd auf seine Frau und seine Tochter zu machen in der Hoffnung so ihre Rückkehr zu erzwingen. Er möchte, dass alles so weitergeht wie bisher und terrorisiert Beth entsprechend. Dies wird immer schlimmer und sie flieht in ein Frauenhaus, was sie lange vermieden hat. Hier lernt sie eine Leidensgenossin kennen, mit der sie zusammen in eine Wohnung zieht und eine gemeinsame Zukunft plant. Als die Freundin vor ihren Augen vom jähzornigen Ehemann niedergestochen wird, gerät die Beth in einen schweren Konflikt: Wenn sie vor Gericht aussagt, verrät sie zugleich ihrem Mann ihren Aufenthaltsort. Er hat nicht aufgegeben sie zu verfolgen, aber mittlerweile wenden sich seine Freunde und auch seine Eltern von ihm ab. Dadurch erlebt er eine zusätzliche Demütigung, da alle nun wissen, was für eine Persönlichkeit er wirklich ist. Am Ende sagt Beth schließlich aus und ihr Ehemann wird wegen Mordes verurteilt. 
Tom steigert sich währenddessen immer mehr in seinem Wahn. Er beschließt schließlich Beth und Laura und danach auch sich selbst umzubringen. Er hat die irre Hoffnung sie nach dem Tod wieder zu haben und seine Macht über sie so zurückzubekommen. Beth, die durch ihre Erfahrung hinsichtlich ihrer Leidensgenossin bewusst wird, was passieren wird, beschließt Tim aufzuhalten, um beider Leben retten zu können. Mit Hilfe von Nachbarn und der Polizei schafft sie das schließlich. Tim wird wieder festgenommen und eingesperrt, doch das generelle Problem der häuslichen Gewalt in der Gesellschaft geht weiter.

## Kritik
Die Kritiker der Fernsehzeitschrift TV Spielfilm vergaben eine mittlere Wertung (Daumen gerade) und urteiletn: Ein „sadistischer Tyrann bereut nichts und hat nur ein Ziel vor Augen: seine Gattin zu vernichten.“ „‚Ich war seine Frau  und wurde sein Opfer‘ ist der reißerische Alternativ-titel dieses Dramas. Ganz so effekthaschend ist der Film zum Glück nicht, was vor allem den guten Hauptdarstellern zu verdanken ist. Dennoch kann die Charakterzeichnung nicht überzeugen.“

„Drama um das tabuisierte Thema Gewalt in der Ehe, das sich auf einen authentischen Fall beruft.“